# Мэмма

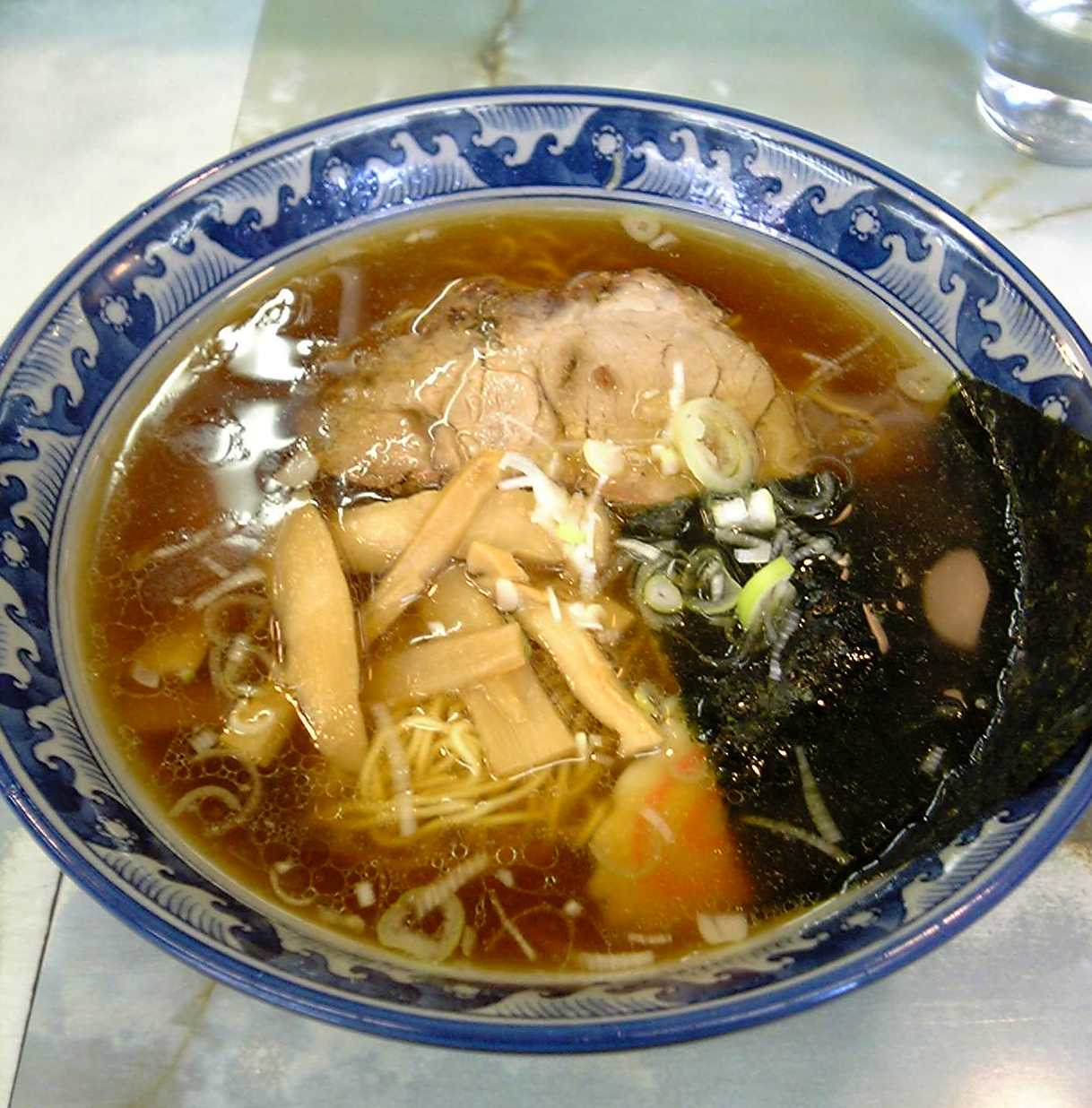
Мэмма в тарелке рамэна

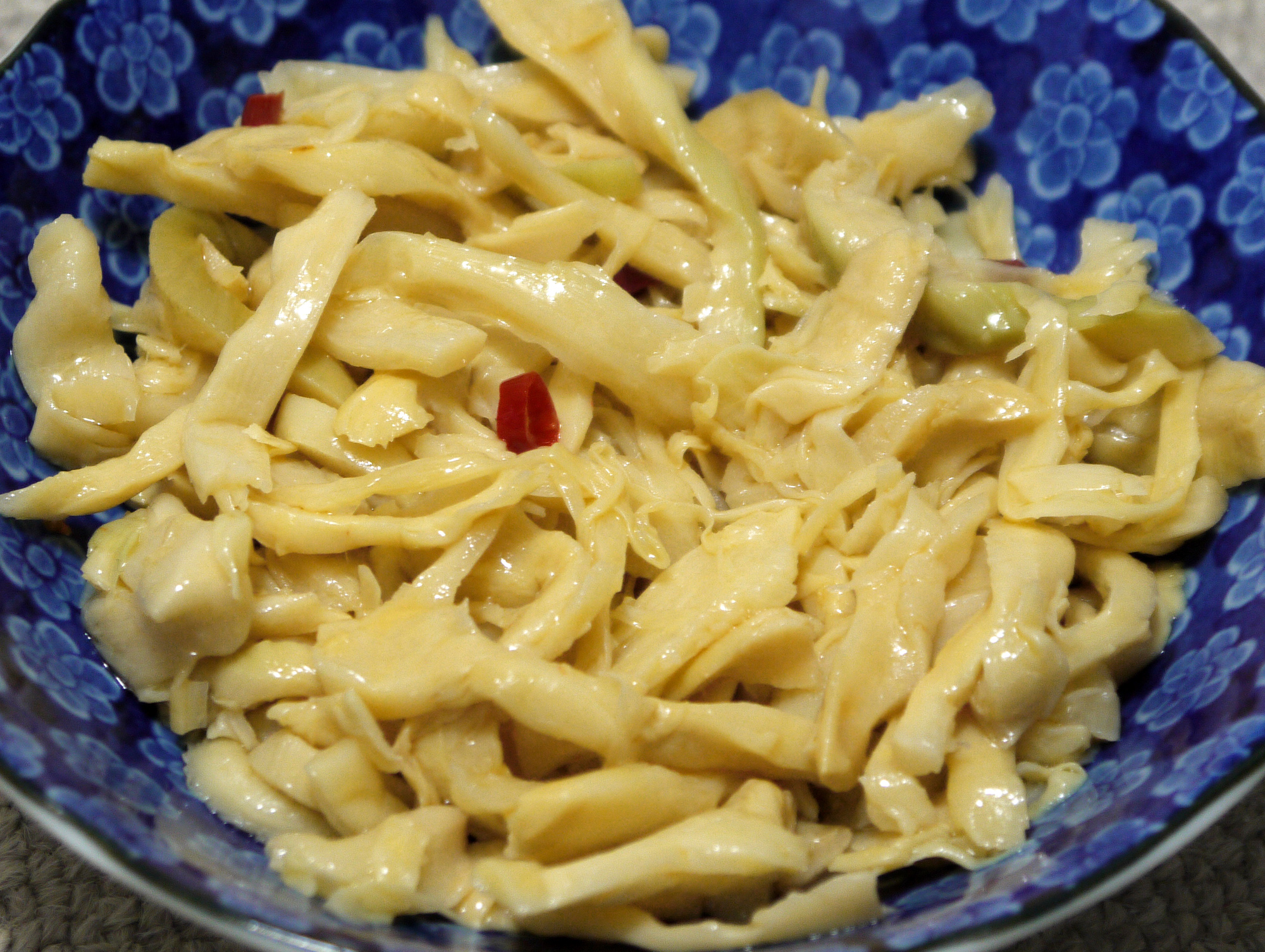
Типичная подача мэммы в качестве дополнения к кайсэки

Мэмма (яп. メンマ, 麺麻, 麺碼) — традиционная приправа японской кухни, которую готовят из переброженных молочнокислыми микроорганизмами побегов бамбука. Перед ферментацией побеги сушат на солнце или в печи. Мэмма — обычная начинка для супов с лапшой, особенно для рамэна. Готовая мэмма в основном производится в Китае, при этом популярны бренды, как изготовленные полностью в Японии, так и из импортируемого из Китая, Филиппин и стран Юго-Восточной Азии сырья. Мэмма также известен как синатику (яп. 支那竹, китайский бамбук).

## Этимология
Торговая компания, которая позже стала называться Marumatsu Bussan, экспортировала сушёные побеги бамбука, произведённые на Тайване, под названием shinachiku. В 1946 году, в ответ на официальное возражение тайваньского правительства против использования термина «Сина» на фоне Гражданской войны в Китае, Министерство иностранных дел Японии выпустило меморандум, в котором посоветовало избегать его применения.
Основатель Marumatsu Bussan Сюсуй Мацумура утверждал, что придумал название мэмма, представляющего собой комбинацию кандзи для записи рамэна (яп. 拉麺) и матику (яп. 麻竹), разновидности бамбука, из которого его чаще всего готовят, после того, как увидел, как его подают поверх рамена в китайском квартале Иокогамы. Разработанное название не могло быть торговой маркой, но постепенно стало общепринятым названием приправы по мере роста её популярности в Японии.

## Применение
На Японских островах мэмму используют в качестве дополнения к супам и основным блюдам или в гарнир к обедам, а также в качестве отдельного блюда в кайсэки.
На Окинаве мэмму называют «шёлковыми побегами бамбука» (яп. スンシー санси) и продают в отварном виде как отдельную закуску местной кухни.
В Китае мэмму обычно не едят поверх лапши и с супами вообще, предпочитая использовать её как овощную начинку для популярного блюда с обжаренной лапшой чжацзяньмянь (кит. трад. 炸醬麵, упр. 炸酱面, пиньинь zhájiàngmiàn, буквально: «лапша с жареным соусом»), известную как цайма (кит. трад. 菜碼, упр. 菜码, пиньинь càimǎ), которая когда-то называлась мянма (кит. трад. 麵碼, упр. 面码, пиньинь miànmǎ).